# Hassi R'Mel (distrito)
Hassi R'Mel é um distrito localizado na província de Laghouat, Argélia, e cuja capital é a cidade de mesmo nome. A população total do distrito era de 33 337 habitantes, em 2008.[carece de fontes?]

## Comunas
O distrito é composto por duas comunas:
- Hassi R'Mel
- Hassi Delaa